# 靖國神社爭議

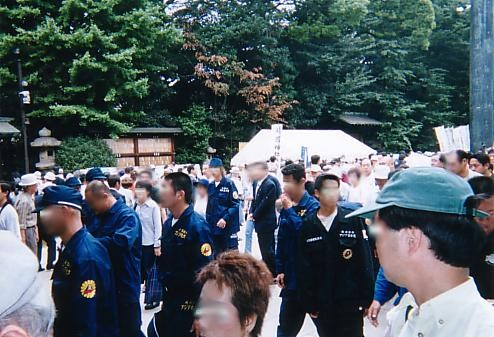
日本右翼團體亞洲青年黨成員參拜靖國神社

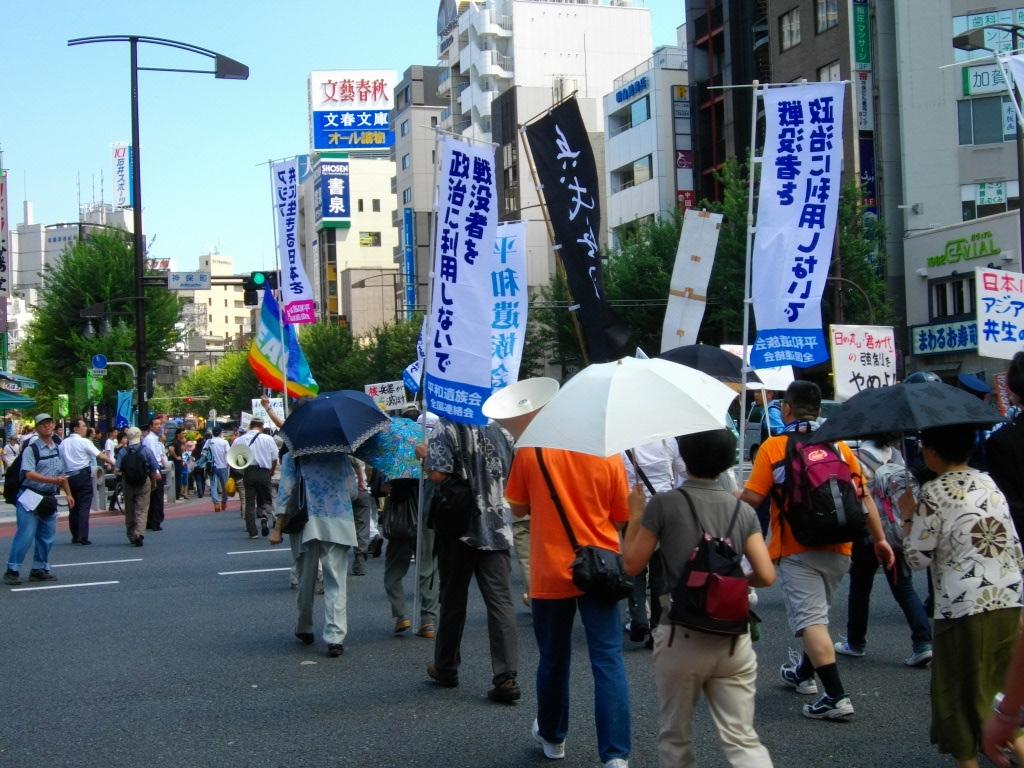
和平遺族会全国聯絡会成員反對靖國神社

靖國神社爭議，是靖國神社在日本國內與國際社會所引發的爭議。1978年甲級戰犯奉入靖國神社後，日本內閣总理大臣（首相）與顯貴參拜靖國神社變得敏感：如以私人身份或者其他頭銜參拜，屬於信仰自由，基本上不會引起爭議；但若以官銜參拜，則可能會引起紛爭，包括了國際上與中华人民共和国和韓國的外交糾紛、及日本國內的政教分離爭議。

## 政治争议

### 日本

#### 反对参拜

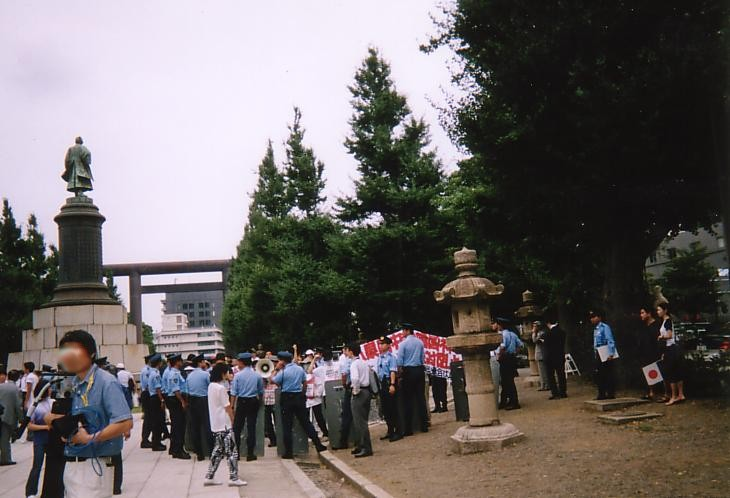
也有許多日本左翼人士抗議參拜靖國神社

- 皇室代表日本的元首，自1978年後就不再參拜，宫内厅长官富田朝彦1988年4月28日笔录昭和天皇本人对合祭甲级战犯后不再参拜的解释：(以前)“我曾听说，有段时期一些人提出要合祭甲级战犯，甚至包括松冈和白鸟，好在筑波对此谨慎处理”，表示赞同1966年靖国神社宫司（即负责人）筑波藤磨从日本厚生省接过各级战犯的祭祀名录后，并没有把他们供奉合祭的做法。昭和天皇表示反对战败时期的宫内大臣松平庆民的长子松平永芳擔任靖国神社宫司时候在1978年10月把东条英机等14名甲级战犯偷偷移入靖国神社合祭的做法：“松平的儿子怎么想的，松平强烈希望和平，我觉得儿子太不懂父亲的心了”，“所以，我在那以后就不去参拜了，那是我的真正想法”[2]。
- 日本国内的反对者认为，甲級戰犯合祀问题会导致对侵略战争的肯定。
- 自民党前干事长加藤紘一说，“声称同美国搞好关系就行的小泉外交，要挨美国的背摔”“首相参拜再走下去，会吃苦果”。
- 前首相桥本龙太郎雖然參拜過靖國神社，但他认为“小泉继续参拜将给日中关系带来不良影响”，说道：“小泉先生在这个问题（参拜靖国神社）上一直说自己要去，我拼命劝他说，千万不要把这个问题政治化。”
- 2007年9月当选首相的福田康夫承诺不参拜靖国神社。[3]
- 参议院前议员福本润一曾劝诫小泉纯一郎：“请你想一想：如果德国总理去祭奠希特勒的坟墓，犹太人会作何感想。”
- 东京大学教授高桥哲哉说：“小泉先后5次参拜靖国神社，违反《日本国宪法》的政教分离原则。”
- 前首相村山富市反對安倍晉三參拜靖國神社並稱「安倍晋三为了彌補自己首個任期沒有參拜的遺憾而牺牲整个日本，这是不能被允许的。作为一国首相，安倍应该对参拜靖国神社进行反省。」[4]

#### 支持参拜
- 首相小泉纯一郎认为参拜靖国神社是基于个人信仰和日本的文化传统，别国不应该对此说三道四、干涉日本內政，小泉说：“向为国捐躯的英灵致敬是理所当然的”，“虽然存在甲级战犯问题，但人一死都会成佛”等觀念。
- 右翼政黨日本維新會的東京都知事石原慎太郎说：“世界上拿靖国神社說三道四的，只有中國跟韓國。靖國神社就像中國的八寶山革命公墓、人民英雄紀念碑一樣，都是紀念為國犧牲的人，不應該拿不同的標準衡量參拜一事。”
- 神道政治联盟：“神道死者全部成为神，外国的干涉是對日本文化的否定。”
- 首相麻生太郎表示：“为什么中国政府在靖国神社问题上总是纠缠不清？难道是想让日本难堪吗？在很多方面，靖国神社就像（美国的）阿靈頓國家公墓一样。因此我认为任何人去祭奠英灵都是理所当然的。”他认为：“对甲级战犯的裁定是在美国占领日本时决定的，而不是根据日本法律决定的。”
- 甲级战犯、首相东条英机的长孙女东条由布子反对将东条英机和其他战犯的名字移出神社。“之所以要這樣不是个人因素，也與外国提出的撤出神社無關，而是我們希望鄰國的中國跟韓國能夠正視過去那段歷史，更加理解我們的心情。”[5]

### 中华民国

#### 立法院長張道藩參拜靖國神社
1956年4月19日，時任立法院長的張道藩訪問日本參拜靖國神社。當時日本還沒有將甲級戰犯列入靖國神社祭拜，因此參拜並未引發爭議。乙級和丙級軍事裁判刑戰犯也直至1959年（昭和34年）4月合祀祭（新合祀346柱）才入祀。不過當时的靖國神社已经奉祀有在乙未戰爭中戰死在臺灣的日軍，和在二戰中被日軍征召的臺灣人。

#### 台聯參拜靖國神社
2005年4月4日台灣團結聯盟主席蘇進強等一行10人在日本東京靖國神社對二戰間陣亡的台籍日本兵進行參拜活動，由於2005年是第二次世界大戰結束60周年，再加上參拜了軍國主義象徵的日本神社，因此引發廣泛爭議。
蘇進強表示，他是以台灣人和台灣本土政黨的立場，對第二次世界大戰期間被日本軍徵召陣亡而被奉祀在神社內的約28,000名台灣英靈、以及為國犧牲的日本人表示敬意。但是，靖國神社中包括多名甲級戰犯在內的日本軍人曾經給亞洲帶來戰爭，是個極具爭議的宗教場所，被日本侵略過的亞洲國家和地區大都認為靖國神社是軍國主義和法西斯的代表。

#### 立委高金素梅赴靖國神社抗議
- 2005年6月14日，無黨籍立法委員高金素梅率五六名高砂義勇隊遺族「還我祖靈」代表团前往日本東京靖国神社抗議，要求「將高砂義勇隊犧牲者自靖國神社除名」。因場外有數萬日本軍屬遺族在場抗議，為防止發生意外，高金素梅一行被日本警察拒之門外，雙方僵持無果，前述要求亦被靖國神社以有違宗教習慣為由回絕。高金素梅等人同時受到日本右翼的阻挠。6月17日，高金素梅等在大阪高等法院控訴，要求靖国神社归还台湾原住民的祖灵、日本首相小泉纯一郎停止参拜靖国神社。6月19日，高金素梅率團返台。9月23日，高金素梅反日一行在紐約聯合國總部前廣場批評說，「日本是對歷史不負責任的國家」。9月30日上午，大阪高等法院判決小泉參拜靖國神社屬「公家」性質，違背日本憲法政教分離的原則，此事件在中國大陸亦引起熱烈反應與廣泛報導。但是也有原台籍日本兵家屬要求高金素梅道歉，質疑高金素梅不懂靖國神社裡有台籍英靈的這段歷史，此外，信仰自由是文明人基本的權力。[6]2006年8月15日，高金素梅再次再度率團前往靖國神社抗議，仍無效果。
- 高金素梅先后十次到日本要求靖国神社归还台湾原住民的祖灵：“靖国神社是美化侵略战争的神社，它无权将台湾原住民的祖灵和残害台湾原住民的凶手合祭在一起，这是无视台湾原住民人权、文化权和信仰权的暴力行为。日本政府必须正确对待历史，只有这样才能迎来亚洲的和平。”

#### 前總統李登辉參拜靖国神社
總統李登輝卸任後，在2007年6月7日访日期间，以私人身份到靖国神社悼念其兄长。李登辉的胞兄李登钦（日本名：岩里武则）在第二次世界大战期间作日本海军士兵，被派往菲律宾参与马尼拉战役时战死，遗体下落不明，后被日本政府作為陣亡军人入册靖国神社供奉。李登輝称，靖国神社問题是中韓兩國“处理不了国内的问题而编造出来的”，日本政治家表現实在太弱，靖国神社问题没有理由被外国人和外国政府批评，日本祭祀为国捐躯的人理所当然。日本政府强调这不影响中日关系，新华社发表評論文章，称有分析人士指出李氏参拜靖国「暴露了台独分子的丑恶嘴脸」，并称李被指为「一个日本军国主义思想化了的民族败类」。

### 中华人民共和国

#### 冯锦华涂字事件
一位電訊公司的中國大陸籍業務員冯锦华於2001年8月14日在靖国神社门前的狛犬底座上用油漆喷写了“该死”两字。有媒体评论此举“是迄今为止，全球华人中抗议小泉参拜最激烈的行动”。冯被捕后，以“器物损坏罪”被判有期徒刑10个月，缓刑三年执行。外交部发言人章启月曾对判决结果表示遗憾，稱“我们曾多次向日方强调，冯锦华案有其特殊的政治背景，日方应公正合理地予以处理。对目前的判决结果，我们表示十分遗憾。” 日本政府並取消馮錦華的工作簽證，將其驅逐。

#### 2005年全国游行抵制事件
2005年3月在四川成都市发生反对参拜靖国神社和抵制日货的小型集会，愤怒的集会参与者除了散发传单和喊口号以外，出现了砸毁春熙路日资伊藤洋华堂百貨公司一楼外门玻璃行為。陸继引发深圳、广州、上海、北京大型抗议活动。深圳、广州和北京的游行抗议活动多达几万人次，并且有如砸毁日资公司， 焚烧和毁坏日本公司广告牌、一些日本产的汽车等行為。北京遊行者包围了日本大使馆，并投掷石头鸡蛋、油漆等， 不顧中日關係的恐怖攻擊。中国大陸官方对游行抗议活动持默许态度，但后期考虑到中日外交关系，对类似活动进行了劝阻，并降低媒体报道热度，2005年媒体预期的5.1抗议大游行没有发生。这一系列游行，表明中国大陸民众对日本政界认同侵略殖民历史不满並引發反日情绪。   
2005年5月23日，副總理吳儀以國內有緊急事務為由，無預警地取消了原定與日本首相小泉純一郎的會面，提前結束訪日行程；但隔日依計劃原定參訪蒙古国。中國大陸官方否認此舉與靖國神社議題有關，仍有許多人認為中國大陸藉此表示對小泉首相將再參拜靖國神社的發言不滿。日本政府认为取消會面嚴重違反國際外交禮儀，無論日本人對首相參拜靖國神社贊成或反對意見都屬日本內政問題，其他國家不應以任何行動干涉。

#### 2011年焚烧靖国神社大门事件
2011年12月26日凌晨4时许，靖国神社大门遭人纵火。日本警方迅速将火扑灭。2012年1月1日，有人以“刘恕恩”为网名在中华网论坛上发帖声明是自己所为。次日，“刘恕恩”又发帖，描述了他纵火的来龙去脉，包括纵火后立刻登机飞往韩国。3日，“刘恕恩”又在论坛上解释了自己的纵火动机：其祖父刘别生是新四军16旅48团团长，外婆是朝鲜慰安妇。当刘恕恩在电视上看到日本首相野田佳彦就慰安妇和南京大屠杀问题依然躲躲闪闪不愿意道歉赔偿时，恕恩怒火焚心。1月8日上午8时20分左右，“刘恕恩”又向日本驻韩大使馆投掷燃烧瓶，此人实为广东人刘强，后被韩警方逮捕并在韩国被判刑10个月。据人民网17日报道，中国大陸外交部发言人刘为民11日在回答记者提问时曾表示，中国驻韩大使馆已对当事人进行探视，“我们正在进一步了解有关情况，将通过外交和领事途径同韩方保持沟通。”
2012年11月29日，韩国首尔高级法院刑事20部举行审理的罪犯引渡请求首次审判上，刘强表示在靖国神社是想“敦促消极处理过去历史问题的日本政府反省”并表示“更想在中国接受审理”。2013年1月3日，韩国的地方法院判决称刘强“为了政治上的大义，犯下了罪行，且并未构成人员伤亡”，并根据《大韩民国与日本国之间罪犯引渡条约》第三条中“被请求国判断要求引渡的罪犯犯下政治性犯罪时，不允许对罪犯进行引渡”的规定拒绝将刘强引渡至日本。刘强于2013年1月3日夜间被释放，中国大陸驻韩大使馆于当日派车迎接，刘强之后返回中国大陸。
2013年12月26日，日本首相安倍晉三參拜靖國神社激怒中國大陸，外交部長王毅召見日本駐华大使木寺昌人提出強烈抗議。中國駐日大使程永華赴日本外務省向事務次官齋木昭隆提出強烈抗議。28日，負責外交安全事務的時任國務委員楊潔篪在外交部網站發表聲明稱，幾天前，安倍首相犯下了世界上最不義的舉動。參拜供奉著甲級戰犯的靖國神社，是對全世界愛好和平人民的公然挑釁，是對歷史正義和人類良知的粗暴踐踏，同時也是對戰後國際秩序的魯莽挑戰。基於《聯合國憲章》的秩序確實如此。中國大陸在對日關係中公開批評日本，甚至是副總理級的國務委員，這在中國大陸極不尋常。尤其是兩位成員都只在第一句話就稱自己為「安倍首相」，之後就只稱呼「安倍」，沒有任何頭銜或尊稱。

#### 2024年靖国神社石柱涂鸦事件
2024年6月1日早上6时左右，有日本民众行经靖国神社时，发现靖国神社的石柱被人涂鸦，随即报警。经警方现场确认，靖国神社入口附近刻有“靖国神社”四字的石柱被人用红色喷漆写了英文的“厕所”（toilet）一词。有一名中國網紅「鐵頭」上傳影片，炫耀是自己所為，用英语講：「面對日本政府允許排放核汙水，難道我們甚麼都做不了？不，我會給他們點顏色瞧瞧。」然後開始爬上石柱，接著脫褲往石柱的兩面撒尿，隨後從口袋拿出紅色噴漆，在石柱上噴上「廁所」的英文字句。6月3日，中國外交部發言人毛寧呼籲，在外國的中國公民要守法。日本靜岡大學教授楊海英表示，他個人認為，靖國神社是宗教設施，而非軍國主義象徵，根據當地宗教習俗，只要是人靈魂無論如何都會在神社祭祀。與中國死者的言行會被決定入祠不同，在日本看來，靖國神社和紀念戰犯的行為不等同。日本的“民主中國陣線”副主席王戴稱“即使是對戰爭持反對態度的日本左翼人士，也對‘鐵頭’的行動表示非常不解。”有分析相信，有人利用北京鼓吹的民族主義氛圍，不惜採取極端手段以達到個人目的。

### 韩国
- 2001年8月13日下午在日本首相小泉纯一郎参拜了靖国神社后，一小部分韩国民众聚集在日本国会大厦附近举行和平示威，抗议小泉参拜神社的行动。据首爾一家电视台报道，这20名男子曾经计划在日本驻首爾大使馆前进行切指活动，但遭到了韩国警方的阻挠。于是，他们来到独立门前进行抗议。这些男子一方面强烈谴责小泉到供奉战犯的靖国神社进行参拜，另一方面，他们拿出了随身携带的长柄大镰刀切断小指仰天长叹，抗议小泉參拜。
- 2005年，414名朝鮮籍日本兵遗属控告靖国神社违反日本和平宪法：1945年至1987年，日本厚生省不断将二战中死亡士兵名单和军人名单送到靖国神社内供奉祭祀，违法了日本战后和平宪法第20条「禁止国家参与宗教活动」之規定。
- 靖国神社是日本本土宗教场所，而在其中祭祀、供奉那些并不信仰这种宗教的韩国人等于对这些人的侮辱，这些韩国人的牌位放在靖国神社内，这破坏了日本和平宪法第13条：个人宗教信仰自由权利应受到尊重。
- 日本佔領朝鮮半島期間，把朝鮮當地不少具歷史意義的文物掠走。當中有不少就放在靖國神社展覽。經韓國與日本協商2005年10月20日，日本把放在靖國神社的北關大捷碑歸還給韓國，再由韓國轉給北韓。
- 国会议员金希宣说：“日本不仅不对过去的侵略历史进行反省，反而将甲级战犯作为‘英灵’供奉在靖国神社，这是对曾经遭到日本军国主义践踏的亚洲各国人民的亵渎。”
- 針對2006年8月15日，日本首相小泉純一郎任內第六次參拜靖國神社，青瓦台統一外交安保政策首席秘書徐柱錫16日説，無論誰成為下任日本首相，若繼續參拜靖國神社，就不會舉行韓日高峰會談。徐柱錫強調説，韓國政府希望日本用實際行動表現出取信于國際社會的努力，參拜靖國神社問題也一樣。
- 2013年12月26日，日本首相安倍晉三參拜靖國神社激怒韓國，外交部第一次官金奎顯召見日本駐韓國公使倉井高志提出強烈抗議。韓國駐日本大使李丙琪赴日本外務省向事務次官齋木昭隆提出強烈抗議。文化體育觀光部長官劉震龍也發表聲明表示譴責。

### 美国
- 美国左翼认为日本目前的民族主义可能滑向“反美民族主义”。靖国神社宣传的“皇国史观”含有“反美”的因子，指出美國是日本軍國主義最大的敵人，具反帝國主義之含意。[來源請求]
- 2005年6月23日，美第一大报《今日美国》文章中说，靖国神社是亚洲“怨府”、“最大的是非之地”，小泉参拜靖国神社是“日本外交的最大问题”。
- 美国众议院外交委员会主席海德参加过太平洋战争，2006年向美国众议院议长递交的书简中说，日本首相小泉纯一郎如在2006年6月访美期间要在国会发表演讲，就应该表态不再参拜靖国神社，又说“靖国神社供奉的东条英机乃甲级战犯，曾策划袭击珍珠港。如果小泉在当年罗斯福总统对日宣战演说之地演讲后，再继续参拜，会让美国人感到侮辱。”这是美国政界人士首次把历史问题与美日關係联系起来。
- 2006年9月14日，美國眾院國際關係委員會專門就「日本與鄰國關係」舉行聽證會，討論日本首相小泉參拜靖國神社造成日本與中韓關係惡化問題，指出日本不僅與中韓關係緊張，而且與俄羅斯也關係不佳。海德表示，日本首相小泉每年參拜靖國神社，造成日本和它最大貿易伙伴中國的關係跌入30年來最低點，也使北韓核問題變得難以解決，並對靖國神社內「遊就館」提出批評：「日本向年輕人灌輸說，日本在亞洲發動戰爭是為了從西方列強手中解放亞洲及太平洋的殖民地，但我見到的那些被日本佔領過的人們，沒有人把日本看成『解放者』」。海德本身在二戰期間參加了太平洋戰爭，2005年10月20日以「書信外交」的方式，強烈批評小泉參拜靖國神社的做法。民主黨議員湯姆·蘭托斯表示，日本首相參拜靖國神社，傷害了東北亞國家人民感情，也導致地區局勢緊張損害了美國利益，所以下任日本首相必須停止這種行為。蘭托斯本身是二戰納粹集中營幸存者，他表示能理解日本領導人希望向那些在為國家服役期間死亡的人員表示敬意，但是日本領導人參拜供奉有14名甲級戰犯的靖國神社，如同向二戰期間德國納粹頭子希姆萊等人的墳墓獻花圈。蘭托斯強調，否認歷史就注定要重復歷史，他對下任日本首相傳達的信息就是向戰犯致敬是道德敗壞的行為，與日本這樣的大國身份不相稱。這種行為必須終止。前任白宮亞洲事務高級主管格林，和美國戰略與國際研究中心國際安保計劃局長坎貝爾也紛紛發言，並且建議日本新首相上任后首訪選擇中國。
- 日本TBS電視台14日播放了聽證會的主要內容，並強調美國議員表示對日本首相參拜靖國神社的態度。當時即將接任日本首相的安倍晉三立刻作出反應，聲稱這次聽證會不是美國政府舉行的，也不能代表美國政府的意見，日本政府沒有必要作出任何回應。安倍堅持這個問題不是政治家應該做的，而應該交給歷史學家，一些報紙也認為，“不能把海德等人的發言，當成美國國內一部分人的意見”。
- 《朝日新聞》17日社論稱「美國的立法部門專門討論（日本的歷史認識問題），這不能不說是一個『特例』」聽證會的舉行本身就代表美國對於靖國神社的態度發生了變化。
- 《讀賣新聞》評論稱「聽證會的一系列發言表明，美國已經開始以新首相政權誕生為前提對日本外交進行詳細剖析」。

### 印度尼西亚
外交部長維拉尤達針對2006年8月15日小泉純一郎再次參拜靖國神社之行為發表談話，指出小泉此舉將破壞維護這一地區和平的努力。

### 新加坡
外交部針對2006年8月15日小泉純一郎再次參拜靖國神社一事發表聲明指出，小泉參拜靖國神社的行為已經並將繼續引發中國、韓國及亞洲其他國家和地區的強烈反對。新加坡政府多次表明在參拜靖國神社問題上的立場，這一立場至今仍未改變。

### 馬來西亞
針對2006年8月15日，日本首相小泉純一郎再次參拜靖國神社，當地華僑團體在吉隆坡聯名向日本駐馬大使遞交抗議書説，8月15日是馬來西亞抗擊日本侵略和太平洋戰爭勝利61周年紀念日，小泉的行為等于鼓勵日本軍國主義以各種形式復活。

## 法律爭議：憲法政教分離原則
- 主要爭點有三：
  1. 首相（如小泉純一郎等）的參拜為公務行為或私人行為；
  2. 首相的參拜行為有無違反日本憲法的政教分離原則；
  3. 首相參拜有無侵犯被告的宗教信仰自由並因而涉及精神賠償。

### 仙台高等法院（1991年）
- 1991年仙台高等法院針對岩手縣議會，決議要求首相正式參拜靖國神社是否正確的「岩手靖國訴訟案」作出裁定，以「參拜帶有宗教意義，作為政府將引起社會各界對宗教的關注」為由，首次裁定參拜行為違反憲法。

### 日本最高法院（1997年4月）
- 原告為愛媛縣24名納稅人1992年控告愛媛縣政府以公款捐贈神社是違反憲法的行為。1989年，愛媛縣地方法院受理此案判定違憲，但1992年，愛媛縣高等法院推翻地方法院裁定，判定被告合憲，理由是這類「捐款」行為符合日本特有的社會習俗，未觸犯「政教分離」原則。原告不服上訴最高法院。
- 1997年4月2日日本最高法院以十三票贊成、二票反對判定，愛媛縣政府使用公款參拜、供奉靖國神社的行為，違反憲法政教分離原則並已下令愛媛縣政府收回于1981年至1986年間捐給靖國神社在內的各神道神教社的16萬6千日元。經過5年最高法院以「違憲」判決定谳。
- 這個判決不是對政治家參拜靖國神社的違憲的判例，但也不承認政治家以私費支付行為。各地的遺族會所主辦的英靈祭奠節，無宗教儀式的地方，地方首長參加也沒有問題。

### 松山地方法院（2004年3月）
- 2004年3月15日松山地方法院（審判長：澤野芳夫） 就戰歿者遺屬及宗教人士狀告日本首相小泉純一郎參拜靖國神社案下達判決，駁回了原告的請求。松山地方法院判決沒進行「違憲」，也沒有對參拜的「公私性質」判斷，並駁回了原告的訴訟請求。
- 原告是日本四國島86名二戰陣亡者家屬及宗教人士，組成「小泉首相靖國神社參拜違憲訴訟四國訴訟團」，認為日本首相小泉純一郎2004年1月1日進行的參拜靖國神社的行為違反了日本《憲法》規定的政教分離原則，以使其遭受精神痛苦為由，要求小泉、日本政府、靖國神社對其進行每人一萬日元的賠償，2004年8月16日向松山地方法院提起訴訟。
- 原告主張「如果是以內閣總理大臣的身份參拜的話，當然會被認為是在支持靖國神社所擁有的美化過去戰爭中加害者的教義」。
- 被告日本政府主張「首相的行為是個人行為，同其職務無關，沒有屬於《國家賠償法》中規定的違法行為」

### 福岡地方法院（2004年4月）
- 2004年4月7日福岡地方法院針對2001年8月首相小泉純一郎參拜行為屬於日本憲法第20條明令禁止進行的宗教性活動，判定首相的參拜行為違反了憲法的這一條規定，不過地方法院駁回2000多名原告所提出的損害賠償請求。這些人包括陣亡者親屬、宗教團體。這是日本法院第一次作出不利小泉純一郎的判決，但是福岡地方法院同時駁回了211名原告提出的每人得到10萬日元(945美元)賠償的要求。
- 龜川清長庭長根據仙台高院1991年「岩手靖國訴訟」判例，從嚴解釋政教分離原則，在判決書中指出首相公式參拜屬「明確的宗教行為」，岩手靖國訴訟是日本法院首次明確判決國家或地方自治體公式參拜違憲，根據該判例所確立的「目的與效果基準」，亦即「行為之目的具有宗教意義，其效果有助長或壓迫特定宗教者」，駁回小泉自訴「基於個人信念」參拜的說法認為「可謂援助、助長、促進做為擴廣神道教義宗教設施的靖國神社」，然而大阪高院在1992年7月的判決只說有違憲之嫌，福岡地院雖明確判定違憲，屬於下級法院的判決，對同級法院判斷有影響，但法務省認為「未具法律拘束力」。
- 原告於2004年4月15日表示由於「已經達成提起訴訟的目的」，所以決定不再上訴。
- 日本在野的民主黨、共產黨、社民黨獲悉判決結果後表示，小泉作爲首相應該真誠地接受判決，今後必須遵守憲法，不再參拜靖國神社。
- 小泉對福岡法院的裁決表示：“這很奇怪，我不知道爲什麽參拜靖國神社違反了憲法。”在記者問道他是否還會再去參拜靖國神社時，小泉回答：“我會的！”
- 日本《讀賣新聞》社論，聲稱中國不要握著「靖國神社」的歷史牌不放，還說中國批評小泉參拜靖國神社是干涉內政。該報認爲，小泉要用什麽方法追悼戰歿者，都是一國的傳統和習俗，是內部問題。
- 日本戰爭責任資料中心的事務局長上杉聰表示：「靖國神社中祭祀著甲級戰犯，這一點激怒了中國，同時造成日中兩國陷入異常狀況且雙方首腦無法舉行會談。應該以此次的判決爲契機，應該將靖國神社問題這根芒刺連根拔除。」
- 民主黨政調會長枝野幸男表示：“政教分離原則是日本國憲法中的一條重大原則，雖說現在只是下級法院的審理，但（首相）對於這種可能違憲的行爲仍應該謹慎行事。”他認爲今後應該暫停現在這種形式的參拜。同時，他還指出：“首相個人心情的表達不應該超出個人行爲的範圍。”
- 爲解決參拜靖國神社問題，日本內閣和學術界提出了兩方案：一是將甲級戰犯靈位遷出靖國神社；二是另立國家公墓，做為國家領導人祭奠之所。但前一方案遭到靖國神社的強烈反對，並且還牽涉到乙級、丙級戰犯如何處理的問題；後一個方案較可行，也有很多人贊成，但被小泉擱置起來。

### 大阪地方法院（2004年5月）
- 2004年5月13日大阪地方法院，針對236名台灣原住民狀告小泉純一郎參拜靖國神社違反憲法、要求其對參拜行為給原告造成的精神損失賠償每人1萬日元的訴訟請求，予以駁回。
- 法官吉川慎一在判決中稱，小泉參拜靖國神社不能認定是作為國家公職人員首相的行為，而屬私人行為，從而全面駁回了對該行為是否違憲的判斷及賠償請求。
- 原告是中華民國立員高金素梅及參加過「高砂義勇隊」並在靖國神社被一起祭祀的台灣原住民的後裔。義勇隊後裔認為，將兇手與被害者同置一處的做法，是對台灣原住民族最大的污辱與傷害。236名原告在訴訟書中主張「小泉參拜靖國神社，是以首相公職進行的活動，違反了日本憲法規定的政教分離原則，並控訴小泉的參拜行為對“在日本殖民統治下遭受苦難的被害者及其子孫造成無比的痛苦”」。
- 被告小泉一方主張，參拜是基於憲法保障的個人信教自由權利，並非公務活動。
- 日本媒體認為大阪地方法院的判決，是在日本國內同類審判中首次給小泉參拜靖國神社屬於「私人」性質。

### 千葉地方法院（2004年11月）
- 2004年11月25日本千葉地方法院判決，日本首相小泉純一郎2001年8月13日是以公職身份參拜靖國神社的，但駁回了原告要求小泉和日本政府給予精神賠償的訴訟請求。
- 千葉地方法院(庭長:安藤裕子)，在判決中以小泉簽名的頭銜是“內閣總理大臣”、乘坐公務車前往和秘書隨行為由，認 定小泉是以公職身份參拜靖國神社的。但法院稱小泉沒有強迫他人參拜靖國神社等侵犯信教自由的行為，因此駁回原告要求給予精神賠償的訴訟請求。
- 原告由千葉縣63名戰歿者遺屬和宗教人士組成，小泉參拜靖國神社違反憲法政教分離和信教自由規定，並帶來了精神上的痛苦，因此要求小泉和日本政府給予630萬日元的精神賠償。原告對判決表示不服，準備向千葉高等法院提起上訴。原告律師廣瀨理夫說判決結果可能給小泉免罪符。

### 那霸地方法院（2005年1月）
- 2005年1月28日日本沖繩縣那霸地方法院就日本首相小泉純一郎參拜靖國神社違憲訴訟案作出判決，判決書沒有認定小泉參拜靖國神社的性質，並駁回了原告要求索賠的訴訟。
- 原告是94名沖繩戰役遺族組成，小泉參拜靖國神社是以公職身份從事的宗教活動，違反了日本憲法關於政教分離和信教自由的規定，他們的信教自由受到了侵犯，在精神上蒙受了痛苦。他們向法院狀告日本政府和小泉，要求給予共計940萬日元的精神賠償。
- 被告是日本政府辯解說，小泉不是以內閣總理大臣的身份，而是以個人身份參拜靖國神社的，不能說原告的具體權利和利益受到了侵害。
- 判決書記載小泉2001年8月13日乘坐公務車，在秘書的陪同下參拜了靖國神社，簽名是“內閣總理大臣小泉純一郎”。2002年4月21日，小泉以同樣方式參拜了靖國神社。但判決書沒有認定小泉參拜靖國神社的性質，並駁回了原告要求索賠的訴訟。

### 東京地方法院（2005年4月）
- 2005年4月26日，東京地方法院駁回了由日本和韓國公民發起的反對日本首相小泉純一郎和東京都知事石原慎太郎參拜靖國神社行為的訴訟。 東京地方法院裁定：除非法律上有特別規定，基於過去事實的訴訟不被接受，駁回了原告方的訴訟請求。
- 原告是1078名日本和韓國公民發起，認為參拜違反日本憲法規定的政教分離原則，要求政府賠償精神損失（每人3萬日元）並停止參拜。

### 大阪高等法院（2005年7月）
- 2005年7月26日，日本大阪高等法院就小泉純一郎參拜靖國神社訴訟案作出判決，支持大阪地方法院駁回原告訴訟請求的一審判決，並對原告方的上訴予以駁回。
- 原告是日、韓兩國戰歿者家屬和宗教人士共338人起訴日本政府、小泉本人及靖國神社，要求支付每人1萬日元的賠償。其中117人是住在韓國的戰死者遺族，原告中有5人要求對參拜進行「違憲審查」。
- 針對日本首相小泉純一郎於2001年8月參拜靖國神社，原告於2001年11月向大阪地方法院提出訴訟。在起訴書中說，小泉在參拜靖國神社時使用公車，有秘書同行，而且還以「內閣總理大臣」的名義獻花，所以不是個人參拜行為，而是內閣總理大臣的公職行為。原告團主張小泉參拜這一舉動違反了日本憲法規定的政教分離原則，同時也給他們帶來了精神上的痛苦。

### 大阪高等法院（2005年9月）
- 由台灣原住民立委高金素梅等188名名原告，向日本大阪法院控訴日本首相小泉純一郎參拜靖國神社違反日本憲法案，她代表原住民遺族，反對被迫當日本兵而犧牲的原住民祖先，死後又被迫和加害者合祀在靖國神社。
- 2005年9月30日大阪高等法院針對小泉參拜靖國神社，判決首相小泉參拜靖國神社是「公」的行為，「違反日本憲法禁止的宗教活動」規定，判決小泉違憲。但小泉參拜靖國神社「並未侵害思想與信教自由」，因此原告所提的賠償每人一萬日圓要求遭到駁回。
- 法官大谷正治判決理由說明，首相小泉參拜使用公務車，並有秘書官陪同，實踐小泉出任首相前的約定，未明言私人參拜，具有政治目的等，因此判小泉參拜「具有公的性質」。
- 這是繼2004年4月福岡地方法院作成「違憲」判決後的第二個例子，高等法院的判決則是第一次，對未來日本首相參拜靖國神社的立場帶來重大的影響。

### 東京高等法院（2005年9月）
- 2005年10月12千葉縣宗教人士狀告日本首相小泉純一郎參拜靖國神社違反憲法，因不服2005年9月29日東京高等法院駁回原告訴訟請求的判決，將此案上訴日本最高法院。
- 千葉縣39名宗教人士以小泉參拜靖國神社違反日本憲法中保障公民信教自由權的規定、使其在精神上遭受痛苦為由，起訴小泉及日本政府並索賠390萬日元。
- 2004年11月千葉地方法院一審判決，認為小泉參拜靖國神社不構成對原告權利和法律利益的具體損害，因此沒有必要判定參拜在客觀上是否存在違法性，駁回原告的精神賠償請求。
- 2005年9月29日，東京高等法院就日本千葉縣宗教界人士提出首相小泉純一郎參拜靖國神社違憲、造成精神侵害，並要求賠償的訴訟案件作出判決，在二審中駁回原告上訴，支持千葉地方法院一審判決，但否定2004年11月千葉地方法院作出的小泉參拜靖國神社屬「職務行為」的判決，認為參拜是個人行為。以「參拜屬於私人行為」為由，未對小泉參拜靖國神社是否違憲進行裁定，也駁回了原告要求賠償的請求。

### 高松高等法院（2005年10月）
- 2005年10月5日日本高松高等法院下午，就日本四國地區70餘名戰歿者遺屬和宗教人士組成的原告團，向高松高等法院狀告日本首相小泉純一郎參拜靖國神社違憲案作出二審判決，維持松山地院一審判決，駁回原告狀告小泉參拜靖國神社違憲和要求賠償159人賠償157萬日元。
- 高松高等法院在判決中說，小泉參拜靖國神社沒有直接侵害他人的信教自由。法院迴避了小泉參拜靖國神社是否違反規定「政教分離」的日本憲法的問題。
- 松山地方法院2004年３月一審判決，小泉的參拜行為不屬于行使公職權力，也沒有侵害原告的利益，駁回原告要求認定小泉參拜靖國神社違憲和給予賠償的訴求。

### 福岡高等法院那霸分院（2006年10月）
- 2006年10月12日年福岡高等法院那霸分院就日本沖繩戰役遺屬等人狀告小泉參拜靖國神社違反規定政教分離原則的憲法，使其人格受到侵害，要求國家和前首相小泉做出損害賠償的上訴案例做出判決，認定「針對是否違反憲法，沒有做出判斷的必要性」，支持那霸地方法院一審判決，駁回原告請求。
- 2005年6月9日日本福岡高等法院那霸分院開始就沖繩民眾狀告首相小泉純一郎參拜靖國神社違反憲法一案的上訴進行首輪口頭辯論。2004年10月那霸地方法院一審判決認為，小泉不是以首相的身份而是以個人身份參拜靖國神社的，因此判決原告敗訴。原告方則認為一審回避了依照憲法進行判決的原則，繼而提起上訴。

## 法律爭議：英靈合祀
主要法律爭點為：
1. 靖國神社戰後宣稱成為民間神社，其有無權力可將二戰前戰死者逕自列入神社祭祀；
2. 靖國神社有無權力在未經家屬同意逕將戰死者列入神社祭祀。

### 大阪地方法院（2009年2月）
- 2009年2月26日大阪大阪地方法院（審判長：村岡寬）針對有關9名遺屬要求靖國神社將陣亡軍人從合祀名冊中刪除一案，作出一審判決，駁回了原告的訴求。本判決是以靖國神社為被告對象，遺屬拒絕合祀案訴訟首個判決。
- 原告9名遺屬認為靖國神社將11名陣亡軍人作為「戰爭英靈」合祀，使他們在精神上飽受痛苦，神社與政府賠償每人100萬日元的精神損失費，總計為900萬日元。
- 原告方認為靖國神社未經許可擅自合祀，侵害了緬懷逝者的人格權，但審判長村岡寬指出「這並不在法律保護的範圍之內」，認可了神社「祭祀何人是宗教教義問題」的說法。
- 日本政府1980年代前向神社提供了「祭神名票」（寫有死者姓名、籍貫、生卒年月、所屬部隊和軍銜等資訊的卡片），用於製作相當於合祀名冊的祭神冊和靈牌冊。原告方因此認為政府也負有責任，然而法院以「合祀是靖國神社的決定」為由駁回了訴求。

## 中立看法
英國廣播公司中文網撰稿員安田峰俊認為日中之間的文化差異是造成各國對參拜認知不同的原因，「按日本人的死生觀來講，不管他生前有過什麼功罪，戰犯在生前已受罪處刑，死後都可以成為祭祀對象。13世紀元朝侵日，九州居民也為元軍兵士建了神社，視其靈魂為神靈。靖國神社祭祀的戰犯僅數百柱，其他大多數是為日本國家事業流血犧牲的烈士靈魂」，為侵入日本的敵軍也設敬拜聖所，應理解日式生死觀念即是如此，故他認為「除了極少數愚昧的愛國賊把靖國神社視為他們排外主義的象徵，成為崇拜對象外，多數日本國民都厭惡當時的軍國主義者，祈求世界和平。日本人也沒有意識到日中之間的文化差異，不知道中國『死者也要贖罪』的傳統思想。」他也認為中國把「參拜靖國神社」行為和「日本右傾化」、「復興軍國主義」等主張簡單地連起來，等同聲援日本右翼份子，讓原本普通日本國民也變成強硬反華派，根本不能產生建設性的成果。

## 各方提議的解決方案
靖國神社問題在於下列兩個狀況同時成立，因此引起爭議：
1. 日本官方參拜
2. 裡面合祀甲級戰犯的神道教靖國神社為宗教法人

因此各方有提出一些解決方案：
1. 日本官方參拜別的地方，像千鸟渊战殁者墓苑，因為沒有甲級戰犯也不會引起抗議。也沒有附在神道教那樣的特定宗教之下，其他宗教的信徒也不用顧慮可以去致敬。像美國官員就曾經要日方帶他們去千鳥淵戰歿者墓苑致敬二戰死難人士。
2. 日本另外再修建一個官方的無宗教致敬二戰戰歿者設施，解決爭議的神道教與甲級戰犯，讓國內外各宗教的人士都能去致敬。雖然有過這種提案，但後來沒有正式進行建設。
3. 日本不要官方參拜二戰死難人士。民間參拜靖國神社並不會引起各國抗議。
4. 取消合祀甲級戰犯。在甲級戰犯合祀之前，各國並沒有抗議。如果能將甲級戰犯遷出，各國也能接受日本官方參拜。不過靖國神社以神道教宗教神學上的理由拒絕政界提出的遷出分祀。
5. 解散靖國神社。但靖國神社是19世紀中期明治維新所建立的神社，直到開戰後才變質，實務上比取消合祀更困難更不合理，不太可行。

#### 其他意見
2013年12月28日，前美國眾議院外交委員會顧問丹尼斯·哈爾平（Dennis Halpin）在外交雜誌《Foreign Policy》稱，供奉著導致2400名美國人遇難的珍珠港襲擊事件的東條英機等14名甲級戰犯的靖國神社參拜，甚至是敏感話題，對於美國來說，這就像不能假裝不知道如何表達尊重一樣。
2014年1月，经济财政政策担当大臣前原誠司表示，將14名甲級戰犯牌位移出靖國神社，參拜靖國神社就不會成為外交問題。10月，日本遺族會福岡縣分會提議靖國神社把14名甲級戰犯和其他戰爭死難者分開祭祀。泰晤士報也認為只要將14名甲級戰犯的靈位從靖國神社移除，就能消除靖國神社爭議。不過靖國神社方面反對移除靈位。

## 其他争议行為
- 2013年5月下旬，韓語論壇上出現了一組圖片顯示，在靖國神社正殿後面的神池公園，一名身著黃色襯衫的男子背身向神池撒尿，可以看到神池周圍的柵欄已被尿液污染的畫面，並用韓語寫「在此小便，今後日本的政治家每狂言一次，愛國人士便會在上面小便一次」的情況，有媒体认为这是对于当时大阪府知事桥下彻关于慰安妇言论的抗议。對此，靖國神社表示，「這種惡作劇，性質極其惡劣。靖國神社作為神聖之地，不容玷污，對惡作劇者的行為決不饒恕。」[30]
- 2013年4月，安徽省合肥市宿州路一家小吃店「蓉李记」的厕所被负责人徐先生改名成“靖国神社”，原因是[不中立]去年中日两国钓鱼岛之争时，徐先生为表爱国之情而做的。社会学家王开玉说「表达爱国的方式多种多样，但以这种方式来表达爱国之情未必妥当。」[31]在此之后，中国大陆出现了一种新的迷因，许多网民用“靖国神厕”来指代厕所[32]。
- 2020年5月5日，在靖国神社的男厕所，出现了“杀死所有武汉人”的涂鸦。[33]

## 外部連結
- 靖國神社（页面存档备份，存于）（神社公式）